# Aeropos I
Aeropos I (gr.Αεροπος) – król Macedonii z rodu Argeadów.

## Życiorys
Tron objął po śmierci ojca, Filipa I. Następną Aeroposa był jego syn Alketas.